# Франц Вагнер (фудбалер)
Франц Вагнер (Беч, 23. септембар 1911 — Беч,  8. децембар 1974) био је аустријски фудбалски везиста .
Одиграо је 18 утакмица за фудбалску репрезентацију Аустрије и учествовао на Светском првенству 1934 . Након анексије Аустрије од Немачке, одиграо је 3 утакмице за репрезентацију Немачке и учествовао је на Светском првенству 1938. Клупску каријеру је провео у Рапиду из Беча.